# Římskokatolická farnost Dlouhá Lhota
Římskokatolická farnost Dlouhá Lhota je územní společenství římských katolíků v obci Dlouhá Lhota s farním kostelem sv. Bartoloměje. Farnost je součástí blanenského děkanství v rámci brněnské diecéze.

## Území farnosti
- Dlouhá Lhota – farní kostel sv. Bartoloměje
- Brťov-Jeneč – kaple Nanebevzetí Panny Marie, kaple svaté Anny
- Býkovice – kaple Nejsvětější Trojice

## Historie farnosti
První zmínka o obci pochází ze 13. století. Kostel a fara zde byly zřejmě nejpozději v patnáctém století. V nejstarších dobách měla farnost Dlouhá Lhota stále svého duchovního správce sídlem v Dlouhé Lhotě. Od roku 1625 do roku 1784 patřila obce do farnosti Bořitov. V roce 1784 byla v Dlouhé Lhotě zřízena tzv. lokálie, která byla v roce 1858 povýšena na faru. Nynější farní kostel byl postaven roku 1804.

## Duchovní správci
Administrátorem excurrendo byl od 1. srpna 2012 R. D. Bohumil Němeček. Roku 2023 zde byl administrátorem brněnský kanovník R. D. ICLic. Mgr. Jan Nekuda, kterého v srpnu 2025 vystřídal R. D. Mgr. Ing. Jan Klíma.

## Bohoslužby
| Kostel                 | Místo        | Bohoslužba (den) | Hodina     | Poznámka     |
| ---------------------- | ------------ | ---------------- | ---------- | ------------ |
| kostel sv. Bartoloměje | Dlouhá Lhota | neděle čtvrtek   | 9.30 15.30 | Farní kostel |

## Aktivity farnosti
Den vzájemných modliteb farností za bohoslovce a bohoslovců za farnosti brněnské diecéze a Adorační den připadá na 30. prosince.
Každoročně se ve farnosti koná tříkrálová sbírka. V roce 2017 dosáhl výtěžek sbírky v Dlouhé Lhotě 832 korun, v Brťově 12 880 korun a v Býkovicích 12 671 korun. Následující rok se při sbírce vybralo v Dlouhé Lhotě 1 050 korun, v Brtově 10 970 korun a v Býkovicích 15 852 korun.